# Callionymus enneactis
Callionymus enneactis es una especie de peces de la familia Callionymidae en el orden de los Perciformes.

## Distribución geográfica
Se encuentra desde el Golfo de Tailandia hasta las Islas Salomón, Japón, el noroeste de Australia y República de Palau.